# Stazione di Ōi Keibajō-mae
La stazione di Ōi Keibajō-mae (大井競馬場前駅?, Ōi Keibajō-mae-eki) è una stazione ferroviaria di Tokyo nel quartiere di Shinagawa ed è servita dalla monorotaia di Tokyo.

## Storia
La stazione fu aperta nel 1965, e a partire dal 2002 accetta anche la carta ricaricabile Suica per il pagamento dei biglietti.

## Linee
Tokyo Monorail Co., Ltd.
● Monorotaia di Tokyo

## Struttura
La stazione è costituita da due binari su viadotto con due marciapiedi laterali.
| Binario est   | ● Monorotaia di Tokyo | per Ryūtsū Center, Aeroporto Haneda Terminal 1 e Aeroporto Haneda Terminal 2 |
| Binario ovest | ● Monorotaia di Tokyo | per Tennōzu Isle e Hamamatsuchō                                              |

## Stazioni adiacenti
| «                           | Servizio            | »                   |
| Monorotaia di Tokyo         | Monorotaia di Tokyo | Monorotaia di Tokyo |
| --------------------------- | ------------------- | ------------------- |
| Tennōzu Isle                | Locale Rapido       | Ryūtsū Center       |
| Lo Haneda Express non ferma |                     |                     |